# Sala de Conciertos Cemal Reşit Rey
La Sala de Conciertos Cemal Reşit Rey (en turco: Cemal Reşit Rey Konser Salonu) es una sala de conciertos ubicada en el barrio Harbiye de Estambul, Turquía. Es una de las principales salas de conciertos del país, siendo la primera diseñado para la música clásica. Lleva el nombre del compositor turco Cemal Resit Rey. La sala es propiedad de la Municipalidad Metropolitana de Estambul y es operada por su filial, la empresa Kultur. Inaugurada en marzo de 1989, tiene una capacidad de 860 espectadores sentados. La sala de conciertos tiene usos múltiples, desde ballet hasta espectáculos de danza cada año entre octubre y mayo.